# أحمد محلوف
أحمد محلوف مواليد 26 مارس 1980، هو سياسي ومدرب ولاعب كرة قدم مالديفي سابق، لعب مع منتخب المالديف الوطني لكرة القدم. وهو الآن سياسي وعضو برلمان.
استقال من منصبه البرلماني في يوم 17 نوفمبر 2018 لتولي منصب وزير الشباب والرياضة في عهد الرئيس إبراهيم محمد صلح. وأصبح أصغر وزير في المنصب فقد عُيّن فيه في سن الثامنة والثلاثين.

## مهنة كرة القدم
لعب مع منتخب المالديف تحت 16 وتحت 19 وتحت 23 سنة. كما لعب في دوري البلاد مع اثنين من الأندية نادي فالنسيا ونادي نيو راديانت وانتهت مسيرته الكروية بسبب إصابة، ولجأ إلى السياسة.

## بعد كرة القدم
بعد تعافيه من الإصابة، عمل محلوف مشرفاً رياضياً محلياً في مدرسة ابتدائية. وفي عام 2000 انضم إلى الحكومة بصفة موظف مساعد في وزارة الشباب والرياضة. خدم في مناصب مختلفة في الوزارة حتى استقالته في 2008. عندما ترك الخدمة الحكومية، كان يشغل منصب مساعد مدير. كما شغل منصب مشرف رياضي في مدرسة الحميدية الابتدائية في العاصمة ماليه، وتولى أيضاً منصب مساعد مدير في بريد جزر المالديف.

## إدارة كرة القدم
في 17 نوفمبر عام 2013 اختير محلوف مُديراً لمنتخب جزر المالديف الوطني.

## السياسة

### تمكين النشاط الشبابي
تقلد مكتب الأمم المتحدة لتنسيق الشؤون الإنسانية، في أعقاب كارثة تسونامي الآسيوية في عام 2004. في عام 2007، تم انتخاب محلوف نائبا للرئيس (وفي عام 2008، رئيسا) للمنتدى الإقليمي الآسيوي للشباب التابع لبرنامج شباب الكومنولث. وكان أول ملديفي يخدم بهذه الصفة. في عام 2007، تم تعيين محلوف من قبل الأمين العام للكومنولث للانضمام إلى بعثة مراقبة الانتخابات في سيراليون، للانتخابات الرئاسية في البلاد. ترأس فريق الأعضاء الثمانية رئيس وزراء سانت لوسيا السابق، كيني أنتوني. كانت تلك هي المرة الأولى التي خدم فيها المالديف في مهمة مراقبة الانتخابات في الخارج.
تم اختياره في عام 2007 ليصبح مندوبًا في جلسة الشباب الخاصة التي عقدت في اجتماع رؤساء حكومات الكومنولث في أوغندا. ضم الوفد عشرة من قادة العالم وثمانية شبان من مختلف الدول الأعضاء في الكومنولث البالغ عددها 53 دولة. تم اختياره لتقديم ورقة إلى مندوبي الاجتماع حول قضايا الشباب، في جلسة ترأسها الأمير تشارلز، أمير ويلز. كان في اللجنة المنظمة لمنتدى شباب الكومنولث الناجح للغاية لعام 2008. وكان أيضًا عضوًا في لجنة الشباب وحقوق الإنسان والديمقراطية المؤلفة من ثمانية أعضاء، والتي شكلها الأمين العام كماليش شارما.

### الجوائز وشهادات التقدير
في 1 مارس 2006 قدمت حكومة جزر المالديف له الجائزة الوطنية للشباب لجهوده المتميزة في مجال توعية الشباب. في عام 2010 تم اختياره من بين أفضل عشرة شباب لجائزة جونيور تشامبر الدولية.

#### حزب الشعب الديفيهي
في استطلاع عام 2009 أجرته محطة الإذاعة المحلية صن إف إم، تم ترشيحه كأكثر أعضاء البرلمان شعبية. مع وصول السياسة التعددية إلى جزر المالديف وما تلاها من إنشاء أحزاب سياسية، انضم إلى حزب الشعب الديفهي، بقيادة الرئيس آنذاك، مأمون عبد القيوم. في المؤتمر الوطني الأول للحزب تم انتخابه نائبا لرئيس جناح الشباب. في المؤتمر الوطني الثاني، تنافس بنجاح على منصب رئيس جناح الشباب. قام الرئيس مأمون عبد القيوم في 20 يناير 2008 بتعيين المجلس الشعبي الخاص، الجمعية الدستورية لصياغة دستور جديد. في 6 أغسطس 2008 تم تعيين أيضًا في مجلس الشعب، البرلمان. أصبح أصغر عضو في البرلمان في ذلك الوقت، في عام 2009، تنافس محلوف على مجلس الشعب من دائرة جالوهو الجنوبية. على الرغم من أنه كان عضوًا في حزب المعارضة آنذاك، حزب الديمقراطيين الاشتراكيين.

#### حزب التقدمي لجزر المالدي
في عام 2010، وجد محلوف نفسه في قلب خلاف مثير للجدل داخل حزب الشعب، والذي سيتوج في نهاية المطاف مؤسس وقائد حزب الشعب، والرئيس السابق مأمون عبد القيوم وغيره من الإصلاحيين، بما في ذلك محلوف، وترك حزب الشعب لتشكيل حزب سياسي جديد الحزب التقدمي في جزر المالديف. قطع الكثير من المال وغيرها من الهدايا طريق محلوف في مناسبات عديدة وسياسيين ورجال أعمال أقوياء، لكنه ظل ثابتًا في مبدأه وقيمه واستمر في دعم إرادة ناخبيه طوال فترة ولايته التي استمرت خمس سنوات في المجلس.